# 푸드 베이직

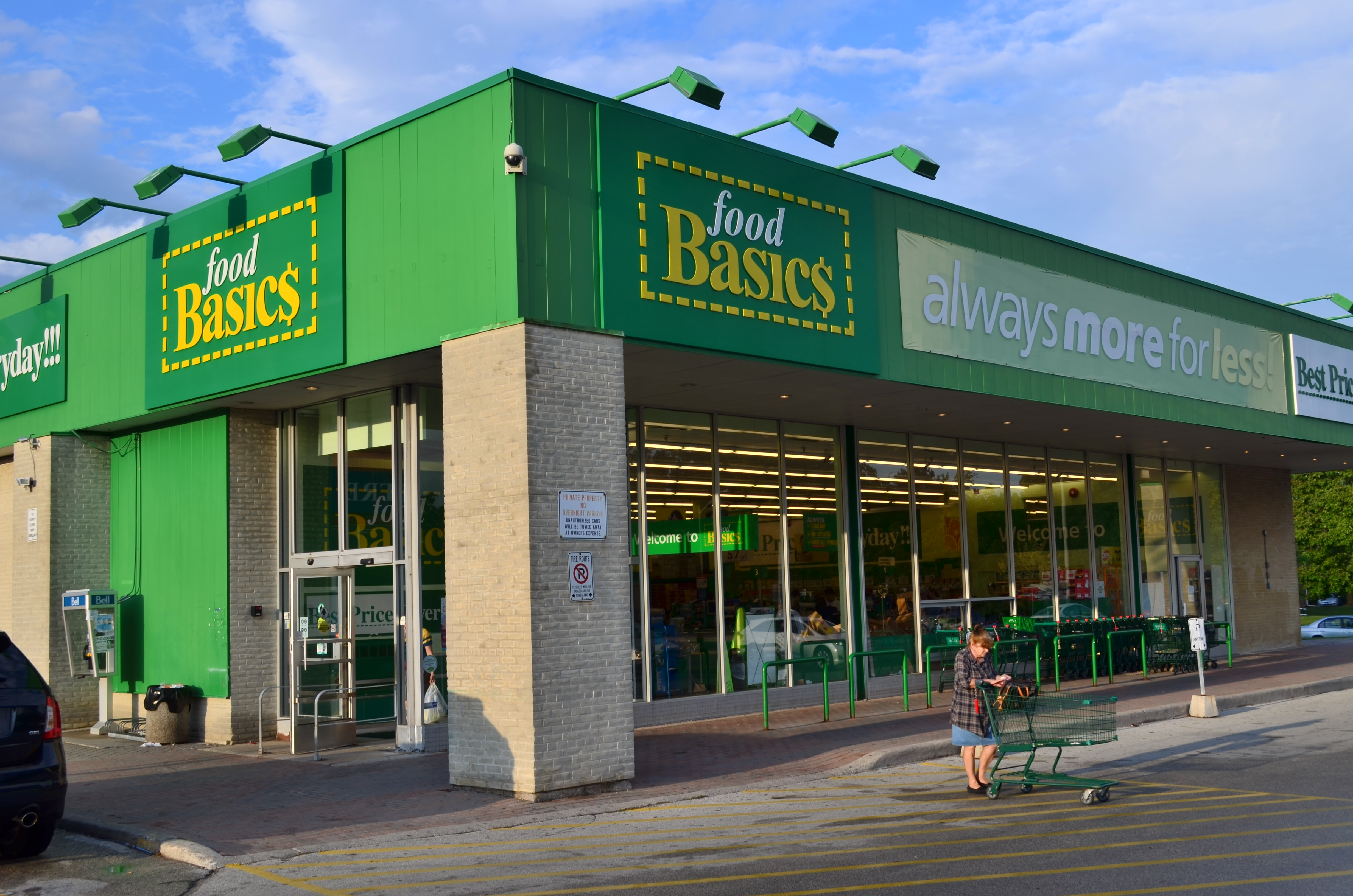

푸드 베이직(Food Basics)은 A&P 캐나다 사가 설립한 창고형 슈퍼마켓이다.
푸드 베이직은 무료 비닐봉투, 창고형 매장, 최소한의 직원 고용을 통해 저렴한 판매 가격을 유지하고 있다. 또한 대형 포장, 한정 상품 개발을 통해 다른 업체와 가격 경쟁에서 우위를 점하고 있다. 현재 캐나다 온타리오주에서 36개의 프랜차이즈 매장을 포함, 100군데가 넘는 매장을 운영하고 있다.
푸드 베이직의 모기업인 A&P 캐나다는 2005년 A&P 메트로 사에 인수되었다.
푸드 베이직은 3개의 자체 브랜드를 소유하고 있다.
- 마스터 초이스(Master Choice)는 미식가들을 위한 브랜드를 표방한다.
- 이퀄리티(Equality)는 생필품 브랜드이다.
- 베이직(Basics)은 대형 포장 상품 및 저가 상품 브랜드이다.

푸드 베이직은 최근에 Simply 1-2-3이라는 저가 건강, 뷰티 상품 브랜드를 출시했다.
그레이트 베이직 파인즈(Great Basics Finds Great) 브랜드는 조립식 가구, 의류, 가정 용품 및 계절 상품 등 모든 상품을 낮은 가격으로 판매하고 있다. 상품의 수량, 종류, 판매 시간이 제한되어 있는 점이 특징이다.
2006년 가을, 메트로 사는 푸드 베이직을 쇄신하기 시작한다. 메트로 사는 슈퍼 C라는 퀘벡주에서 운영하는 슈퍼마켓처럼 푸드 베이직의 인테리어와 구조를 고급스럽게 개편한다. 새로운 간판은 노란색으로 강조한 베이지 색으로 꾸몄고, 베이직 약국(Drug Basics Pharmacy)도 간단히 "약국"(pharmacy)이라 하고 파란색 배경을 이용한 간판으로 교체했다. 2007년 봄, 메트로 사는 BDMS라는 새로운 재고 정리 시스템을 모든 창고형 매장에 도입했다.